# Шохин, Николай Михайлович
Николай Михайлович Шо́хин (6 [19] декабря 1913, Лузино, Тобольская губерния — 17 июня 1988, Барино, Курганская область) — участник Великой Отечественной войны, Герой Советского Союза (1945), гвардии старшина. После войны работал в Мехонском и Бариновском леспромхозах заведующим гужевым транспортом, станочником мебельного цеха, заведующим отделом кадров.

## Биография
Николай Шохин родился 6 (19) декабря 1913 года в крестьянской семье в селе Лузинском Лузинской волости Тюкалинского уезда Тобольской губернии, ныне деревня Лузино входит в состав Краснознаменского сельского поселения Москаленского района Омской области. Русский.
После окончания в 1925 году начальной школы работал в хозяйстве отца.
В 1930 году семья Шохиных вступила в колхоз «Новая жизнь» в родном селе.
В 1936 году Шохин был призван на действительную службу в Рабоче-крестьянскую Красную Армию, службу проходил на Дальнем Востоке. После демобилизации 1938 году вернулся домой. Вскоре в селе приехал вербовщик и пригласил на работу в леспромхоз. Шохин с семьёй приехал в село Барино Кокуйского сельсовета Шатровского района Челябинской области (ныне Шатровский муниципальный округ Курганской области). Работал лесорубом в Мехонском леспромхозе.
В 1941 году был вновь призван в армию Мехонским РВК. Воевать красноармеец Шохин начал  на Калининском фронте в составе 39-й армии. Под городом Белым был ранен в плечо, но пулевое ранение было не тяжёлым, и уже через несколько дней он снова был в строю.
В июле 1942 года попал в окружение и в плен. Десять месяцев провёл в лагерях Ржева, Вязьмы и Брянска.
В мае 1943 года с помощью брянских подпольщиков бежал. Воевал в партизанском отряде, которым командовал будущий Герой Советского Союза Сергей Гришин.
Шохин хорошо зарекомендовал себя в боях с гитлеровцами, и, когда в декабре 1943 года произошла встреча партизан с частями 380-й стрелковой дивизии, его без особых проверок зачислили в её состав. Определён он был вторым номером расчёта станкового пулемёта «Максим».
29 февраля 1944 года в боях на Витебском направлении у деревни Лучица стрелок 7-й стрелковой роты 1264-го стрелкового полка 380-й стрелковой дивизии красноармеец Шохин первым ворвался во вражескую траншею и в гранатном бою уничтожил четырёх немецких солдат.
1 марта 1944 года приказом № 067/н по 380-й стрелковой дивизии награждён орденом Славы 3-й степени.
Особо отличился в боях за освобождение Белоруссии летом 1944 года при ликвидации окружённой под Минском группировки противника. 6 июля 1944 года в районе совхоза «Пятилетка» (Смолевичский район Минской области) пулемётная рота, в которой командиром отделения был красноармеец Шохин, вступила в бой с колонной противника, пытавшейся по лесной дороге вырваться из кольца. В первые минуты боя осколком снаряда был убит первый номер, и Шохин один вёл бой до вечера. Командир 1264-го стрелкового полка полковник Пинигин писал в наградном листе:

 «Немцы решили любой ценой прорваться из окружения, шесть раз они пытались перейти в контратаку, но товарищ Шохин отбил все их вылазки одну за другой. После боя на лесной дороге осталось 150 немецких солдат и офицеров, подожжено 13 автомашин с пехотой и несколько десятков мотоциклов»— ОБД «Подвиг народа».
.
24 марта 1945 года Указом Президиума Верховного Совета СССР за образцовое выполнение боевых заданий командования на фронте борьбы с немецко-фашистскими захватчиками и проявленные при этом мужество и героизм беспартийному командиру пулемётного отделения 1264-го стрелкового полка 380-й стрелковой дивизии 50-й армии 2-го Белорусского фронта красноармейцу Шохину Николаю Михайловичу присвоено звание Героя Советского Союза с вручением ордена Ленина и медали «Золотая Звезда».
Последний бой 2 мая 1945 года старшина Шохин провел на берегу Мекленбургской бухты. 21 мая ему были вручены высокие награды, а ещё через несколько дней — орден Красного Знамени за мужество и отвагу, проявленные в боях последних дней войны.
В феврале 1946 года старшина Шохин был демобилизован. Вернулся в Барино. 
В 1946 году вступил в ВКП(б), в 1952 году партия переименована в КПСС.
Работал в Мехонском и Бариновском леспромхозах заведующим гужевым транспортом, станочником мебельного цеха, заведующим отделом кадров. Много лет активно участвовал в общественной жизни села Барино.
Николай Михайлович Шохин умер 17 июня 1988 года в селе Барино Бариновского сельсовета Шатровского района Курганской области, ныне село входит в Шатровский муниципальный округ той же области. Похоронен на кладбище села Барино.

## Награды
- Герой Советского Союза, 24 марта 1945 года[3]
  - Орден Ленина
  - Медаль «Золотая Звезда» № 5426
- Орден Красного Знамени, 21 мая 1945 года[4];
- Орден Отечественной войны I степени, 6 апреля 1985 года[5];
- Орден Красной Звезды, 15 октября 1944 года[6];
- Орден Славы III степени, 1 марта 1944 года[7];
- медали, в том числе:
  - Юбилейная медаль «За доблестный труд. В ознаменование 100-летия со дня рождения Владимира Ильича Ленина», 1970 год;
  - Медаль «За победу над Германией в Великой Отечественной войне 1941—1945 гг.»;
  - Юбилейная медаль «Двадцать лет Победы в Великой Отечественной войне 1941—1945 гг.»;
  - Юбилейная медаль «Тридцать лет Победы в Великой Отечественной войне 1941—1945 гг.»;
  - Юбилейная медаль «Сорок лет Победы в Великой Отечественной войне 1941—1945 гг.»;
  - Медаль «Ветеран труда»;
  - Юбилейная медаль «50 лет Вооружённых Сил СССР»;
  - Юбилейная медаль «60 лет Вооружённых Сил СССР».

## Память
- Улица Шохина в селе Барино Шатровского муниципального округа Курганской области, на которой он проживал.
  - Баннер, установлен на улице Шохина — 56°16′35″ с. ш. 64°51′00″ в. д.HGЯO
- Памятник в парке рабочего посёлка Москаленки Москаленского района Омской области — 54°56′25″ с. ш. 71°56′06″ в. д.HGЯO
- Мраморная стела в селе Барино, открыта в 2009 году. В 2020 году перенесена и установлена возле памятника погибшим на фронте (открыт в 1982 году)  — 56°16′25″ с. ш. 64°50′29″ в. д.HGЯO[8][9]
- Мемориальная доска на доме, где жил, Курганская область, Шатровский муниципальный округ, село Барино <уточнить название улицы и номер дома>[10]
- Мемориальная доска на здании МБОУ «Краснознаменская  средняя общеобразовательная школа», Омская область, Москаленский район, село Красное Знамя, ул. Школьная, 2 — 55°05′10″ с. ш. 72°03′22″ в. д.HGЯO[11]
- Мемориальная доска открыта 28 апреля 2021 года на здании МКОУ «Бариновская средняя общеобразовательная школа», Курганская область, Шатровский муниципальный округ, село Барино, ул. Поселковая, 27 — 56°16′29″ с. ш. 64°51′54″ в. д.HGЯO
- Упомянут в Зале Славы Музея Победы на Поклонной горе, город Москва, площадь Победы, д. 3 — 55°43′49″ с. ш. 37°30′14″ в. д.HGЯO

## Семья
Жена Анастасия Васильевна (род. в селе Лузинском), сын Шохин Владимир Николаевич и дочь Масленникова Руфина Николаевна.